# Tipula (Triplicitipula) colei
Tipula (Triplicitipula) colei is een tweevleugelige uit de familie langpootmuggen (Tipulidae). De soort komt voor in het Nearctisch en Neotropisch gebied.